# Tournoi qualificatif Caraïbes 2002
Cet article traite du tournoi qualificatif de 2002 aux Caraïbes pour la Gold Cup 2003.
Habituellement, c'est la Coupe de la Caraïbe qui permet de déterminer les équipes qualifiées pour la phase finale de la Gold Cup.
Mais entre 2001 et 2005, aucune édition n'a pu être organisée. Afin de connaître les nations participantes à l'édition 2003 de la Gold Cup, un tournoi spécial de qualification est mis en place et concerne les équipes de la zone Caraïbes.
Deux places sont attribuées aux vainqueurs de chacune des 2 poules finales, les 2 deuxièmes participent à une poule de 3 pour obtenir les 2 derniers tickets pour les États-Unis.

## Premier tour
Les 14 équipes les moins bien classés de la zone Caraïbes (selon la FIFA) s'affrontent en matchs aller-retour pour connaître les 7 qualifiés pour le deuxième tour.
| Équipe 1                    | Résultat | Équipe 2               | Aller | Retour |
| --------------------------- | -------- | ---------------------- | ----- | ------ |
| Grenade                     | 15-4     | Saint-Martin           | 8-3   | 7-1    |
| Guadeloupe                  | 6-0      | Porto Rico             | 4-0   | 2-0    |
| Îles Vierges britanniques   | 2-11     | Sainte-Lucie           | 1-3   | 1-8    |
| Guyana                      | 2-2      | Antilles néerlandaises | 2-1   | 0-1    |
| Aruba                       | 0-8      | Suriname               | 0-2   | 0-6    |
| Îles Vierges des États-Unis | 2-11     | République dominicaine | 1-6   | 1-5    |
| forfait Montserrat          |          | Dominique              |       |        |

## Deuxième tour
Les 7 équipes qualifiées du premier tour retrouvent les 9 meilleurs pays de la zone caribéenne. Les 16 équipes encore en course sont réparties en 4 poules de 4. Les 2 premiers de chaque groupe se qualifient pour le tour final.

### Groupe A
- Tournoi à Trinité-et-Tobago :

| Rang | Équipe                     | Pts | J | G | N | P | Bp | Bc | Diff |  | Résultats                  |  |     |     |
| ---- | -------------------------- | --- | - | - | - | - | -- | -- | ---- |  | -------------------------- |  | --- | --- |
| 1    | Trinité-et-Tobago          | 3   | 2 | 1 | 0 | 1 | 2  | 1  | +1   |  | Trinité-et-Tobago          |  | 0-1 | 2-0 |
| 2    | Sainte-Lucie               | 3   | 2 | 1 | 0 | 1 | 2  | 2  | 0    |  | Sainte-Lucie               |  |     | 1-2 |
| 3    | Saint-Christophe-et-Niévès | 3   | 2 | 1 | 0 | 1 | 2  | 3  | -1   |  | Saint-Christophe-et-Niévès |  |     |     |
|      | Dominique forfait          |     |   |   |   |   |    |    |      |  |                            |  |     |     |

### Groupe B
- Tournoi aux Îles Caïmans :

| Rang | Équipe                 | Pts | J | G | N | P | Bp | Bc | Diff |  | Résultats              |  |     |     |     |
| ---- | ---------------------- | --- | - | - | - | - | -- | -- | ---- |  | ---------------------- |  | --- | --- | --- |
| 1    | Cuba                   | 9   | 3 | 3 | 0 | 0 | 9  | 2  | +7   |  | Cuba                   |  | 2-1 | 5-0 | 2-1 |
| 2    | Martinique             | 6   | 3 | 2 | 0 | 1 | 8  | 2  | +6   |  | Martinique             |  |     | 3-0 | 4-0 |
| 3    | Îles Caïmans           | 3   | 3 | 1 | 0 | 2 | 1  | 8  | -7   |  | Îles Caïmans           |  |     |     | 1-0 |
| 4    | République dominicaine | 0   | 3 | 0 | 0 | 3 | 1  | 7  | -6   |  | République dominicaine |  |     |     |     |

### Groupe C
- Tournoi à Grenade :

| Rang | Équipe     | Pts | J | G | N | P | Bp | Bc | Diff |  | Résultats  |  |     |     |     |
| ---- | ---------- | --- | - | - | - | - | -- | -- | ---- |  | ---------- |  | --- | --- | --- |
| 1    | Jamaïque   | 7   | 3 | 2 | 1 | 0 | 7  | 2  | +5   |  | Jamaïque   |  | 2-0 | 1-1 | 4-1 |
| 2    | Guadeloupe | 6   | 3 | 2 | 0 | 1 | 6  | 6  | 0    |  | Guadeloupe |  |     | 1-0 | 5-4 |
| 3    | Barbade    | 4   | 3 | 1 | 1 | 1 | 3  | 2  | +1   |  | Barbade    |  |     |     | 2-0 |
| 4    | Grenade    | 0   | 3 | 0 | 0 | 3 | 5  | 11 | -6   |  | Grenade    |  |     |     |     |

### Groupe D
- Tournoi à Haïti :

| Rang | Équipe                 | Pts | J | G | N | P | Bp | Bc | Diff |  | Résultats              |  |     |     |
| ---- | ---------------------- | --- | - | - | - | - | -- | -- | ---- |  | ---------------------- |  | --- | --- |
| 1    | Haïti                  | 6   | 2 | 2 | 0 | 0 | 4  | 0  | +4   |  | Haïti                  |  | 1-0 | 3-0 |
| 2    | Antigua-et-Barbuda     | 1   | 2 | 0 | 1 | 1 | 1  | 2  | -1   |  | Antigua-et-Barbuda     |  |     | 1-1 |
| 3    | Antilles néerlandaises | 1   | 2 | 0 | 1 | 1 | 1  | 4  | -3   |  | Antilles néerlandaises |  |     |     |
|      | Suriname forfait       |     |   |   |   |   |    |    |      |  |                        |  |     |     |

## Tour final
Il ne reste que 8 nations en lice. Elles sont réparties en 2 poules de 4. Le premier de chaque poule est directement qualifié pour la phase finale de la Gold Cup 2003, le deuxième participe à une poule de barrage avec le 4e de la Coupe d'Amérique centrale 2003.

### Groupe 1:Jamaïque
- Tournoi en Jamaïque :

| Rang | Équipe       | Pts | J | G | N | P | Bp | Bc | Diff |  | Résultats    |  |     |     |     |
| ---- | ------------ | --- | - | - | - | - | -- | -- | ---- |  | ------------ |  | --- | --- | --- |
| 1    | Jamaïque     | 7   | 3 | 2 | 1 | 0 | 10 | 2  | +8   |  | Jamaïque     |  | 2-2 | 3-0 | 5-0 |
| 2    | Martinique   | 4   | 3 | 1 | 1 | 1 | 8  | 8  | 0    |  | Martinique   |  |     | 1-2 | 5-4 |
| 3    | Haïti        | 3   | 3 | 1 | 0 | 2 | 3  | 6  | -3   |  | Haïti        |  |     |     | 1-2 |
| 4    | Sainte-Lucie | 3   | 3 | 1 | 0 | 2 | 6  | 11 | -5   |  | Sainte-Lucie |  |     |     |     |

### Groupe 2:Cuba
- Tournoi à Trinité-et-Tobago :

| Rang | Équipe             | Pts | J | G | N | P | Bp | Bc | Diff |  | Résultats          |  |     |     |     |
| ---- | ------------------ | --- | - | - | - | - | -- | -- | ---- |  | ------------------ |  | --- | --- | --- |
| 1    | Cuba               | 9   | 3 | 3 | 0 | 0 | 8  | 3  | +5   |  | Cuba               |  | 3-1 | 3-2 | 2-0 |
| 2    | Trinité-et-Tobago  | 6   | 3 | 2 | 0 | 1 | 4  | 3  | +1   |  | Trinité-et-Tobago  |  |     | 1-0 | 2-0 |
| 3    | Guadeloupe         | 3   | 3 | 1 | 0 | 2 | 4  | 4  | 0    |  | Guadeloupe         |  |     |     | 2-0 |
| 4    | Antigua-et-Barbuda | 0   | 3 | 0 | 0 | 3 | 0  | 6  | -6   |  | Antigua-et-Barbuda |  |     |     |     |